# اقتصاد ویتنام
اقتصاد ویتنام یک اقتصاد بازار مختلط سوسیالیستی در حال توسعه است. این کشور سی و پنجمین اقتصاد بزرگ جهان از نظر شاخص تولید ناخالص داخلی اسمی (GDP) و بیست و ششمین اقتصاد بزرگ جهان از نظر شاخص برابری قدرت خرید (PPP) است. این کشور یک کشور با درآمد متوسط پایین با هزینه زندگی پایین است. ویتنام یکی از اعضای سازمان همکاری اقتصادی آسیا و اقیانوسیه، انجمن کشورهای جنوب شرق آسیا و سازمان تجارت جهانی است.
از اواسط دهه ۱۹۸۰، تا دوره اصلاحات دوی موی (Đổi Mới)، ویتنام از یک اقتصاد برنامه‌ریزی شده بسیار متمرکز به یک اقتصاد مختلط تغییر کرد. پیش از آن، ویتنام جنوبی متکی به کمک‌های ایالات متحده بود، در حالی که ویتنام شمالی و ویتنام متحد تا زمان فروپاشی اتحاد جماهیر شوروی به کمک‌های کمونیست‌ها متکی بودند.
ویتنام برای حرکت اقتصادی خود از برنامه‌ریزی دستوری و ارشادی (Indicative Planning) و اِعمال آن توسط برنامه‌های پنج‌ساله و یاری گرفتن از اقتصاد بازار استفاده می‌کند. در این بازه، اقتصاد ویتنام رشد سریعی را تجربه کرده است. اقتصاد این کشور در قرن ۲۱ میلادی در حال ادغام با اقتصاد جهانی بوده. تقریباً همهٔ شرکت‌های ویتنامی بنگاه‌های کوچک و متوسط (SMEs) هستند. امروزه ویتنام به صادرکننده‌ای پیشرو در حوزهٔ محصولات کشاورزی و مقصدی جذاب برای سرمایه‌گذاران خارجی در آسیای جنوب شرقی تبدیل شده است.
طبق پیش‌بینی شرکت پرایس واترهاوس کوپرز در فوریه ۲۰۱۷، ویتنام با نرخ رشد بالقوه تولید ناخالص داخلی سالانه حدود ۵٫۱ درصد، ممکن است سریع‌ترین رشد اقتصادی را در بین اقتصادهای جهان داشته باشد که این کشور را تا سال ۲۰۵۰ به دهمین اقتصاد بزرگ جهان تبدیل کند. نام ویتنام در میان کشورهایی که جیم اونیل (اقتصاددان) به آنها «یازده تای بعدی» لقب داده و مدعی است که جزو اقتصادهای برتر قرن ۲۱ خواهند بود آمده است. این یازده کشور عبارتند از: اندونزی، ایران، بنگلادش، پاکستان، ترکیه، فیلیپین، کره جنوبی، مصر، مکزیک، نیجریه و ویتنام. در پیشبینی رابرت وارد در سال ۲۰۰۹ مشهور به CIVETS نیز که شش کشور را مستعد رشد قوی دانسته، نام ویتنام در کنار اندونزی، ترکیه ، کره جنوبی، کلمبیا و مصر آورده شده است.